# Kieserit (Düngemittel)
Kieserit ist ein sulfatischer Magnesium- und Schwefeldünger der K+S Minerals and Agriculture GmbH mit 25 % wasserlöslichem Magnesiumoxid und 20 % wasserlöslichem Schwefel.
Die Hauptanwendung liegt in der Bekämpfung der Chlorose.
Dieses Düngemittel ist zum Einsatz im ökologischen Landbau zugelassen (EG 2092/91 und EG 2381/94 Anhang II).